# Klos (Mat)
Klos é uma cidade e município (em albanês:  bashkia) da Albânia localizado no distrito de Mat, prefeitura de Dibër.